# Stockholms Stads vattenledningsverk

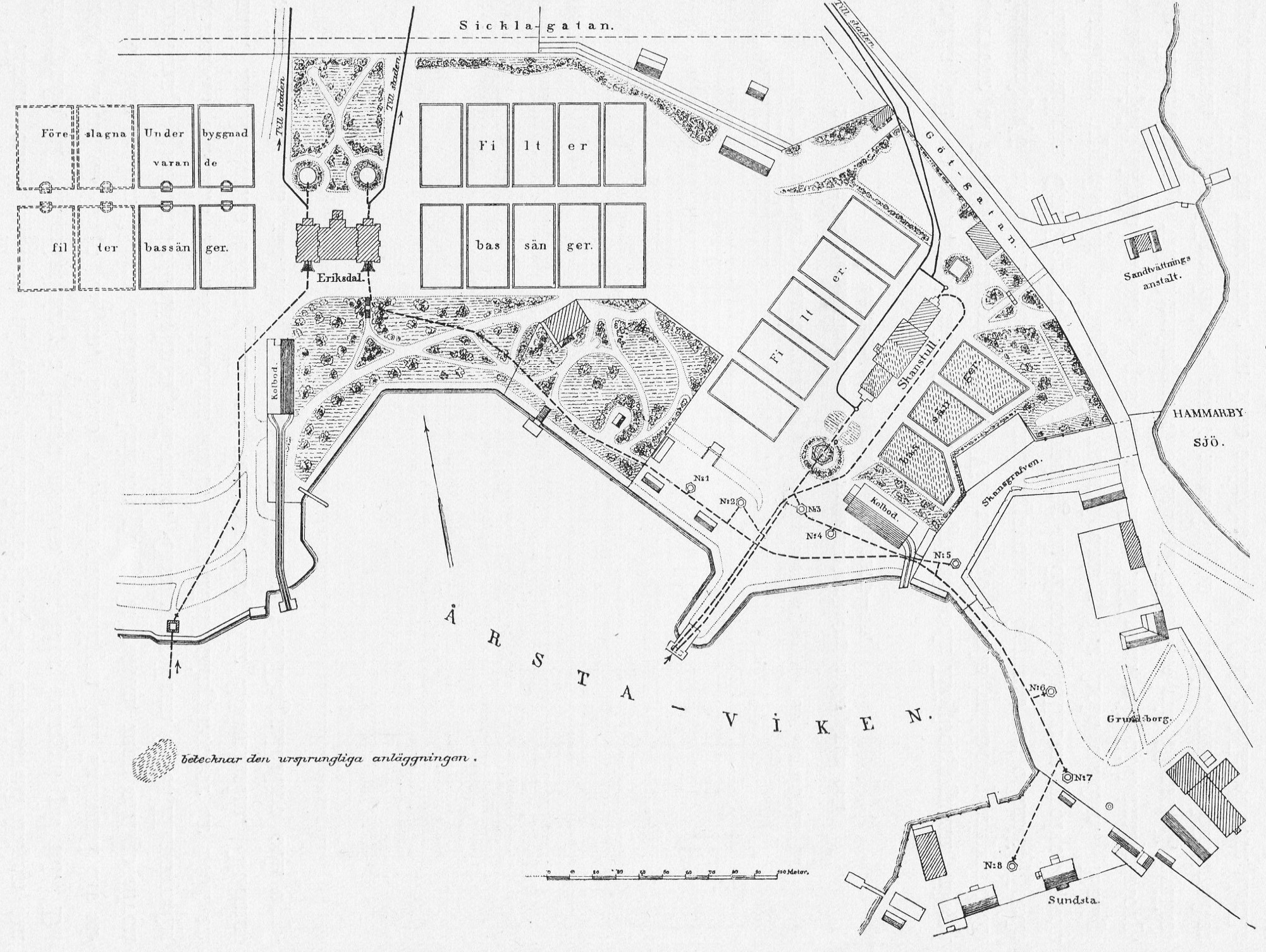
Eriksdalsverkt (t.v.) och Skanstullsverket (t.h.), plan 1897.

Stockholms Stads vattenledningsverk var två av varandra oberoende vattenverk bestående av Skanstullsverket och Eriksdalsverket belägna  vid Årstaviken på Södermalm i Stockholm. De invigdes 1861 respektive 1884 och byggdes till i flera omgångar. Båda verken benämns även Årstaverken som var Stockholms första vattenverk.

## Allmänt
Vid mitten av 1800-talet var Stockholm en av Europas osundaste städer. Orsaken var att det inte fanns något försörjningssystem för färskvatten. Brunnarna var få och hade ofta orent vatten och längs Stockholms stränder, där många hämtade sitt dricksvatten, var vattnet förorenat av latrin och avskräde. 
Ända fram till sekelskiftet 1900 kom Stockholms dricksvatten från de båda verken vid Årstaviken. Skanstullsverket var i drift till 1918 och Eriksdalsverket stängdes 1923, varefter all vattenförsörjning till Stockholm övertogs av det 1904 invigda Norsborgsverket i Norsborg.

## Skanstullsverket

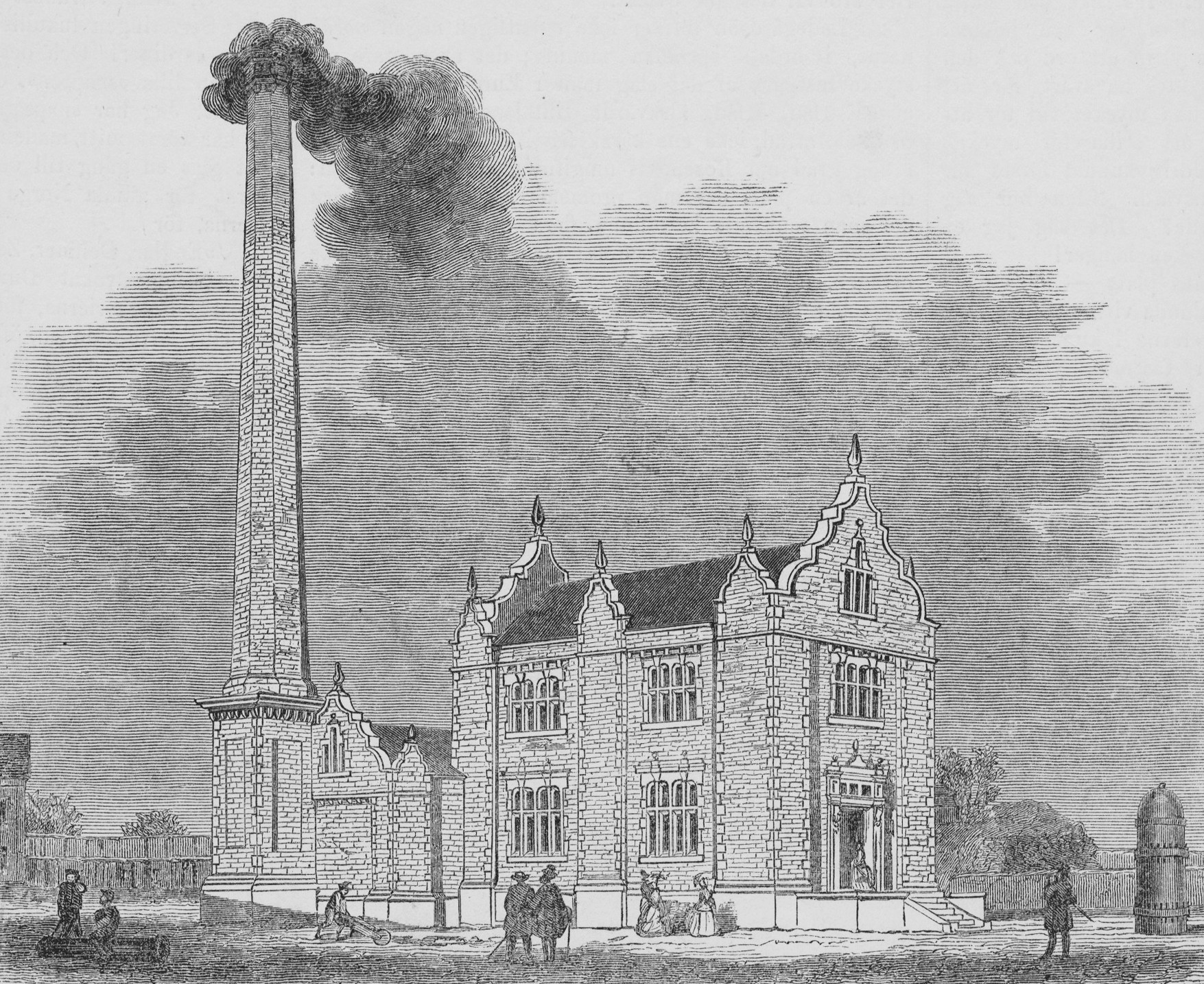
Skanstullsverket, 1861 (första etapp).

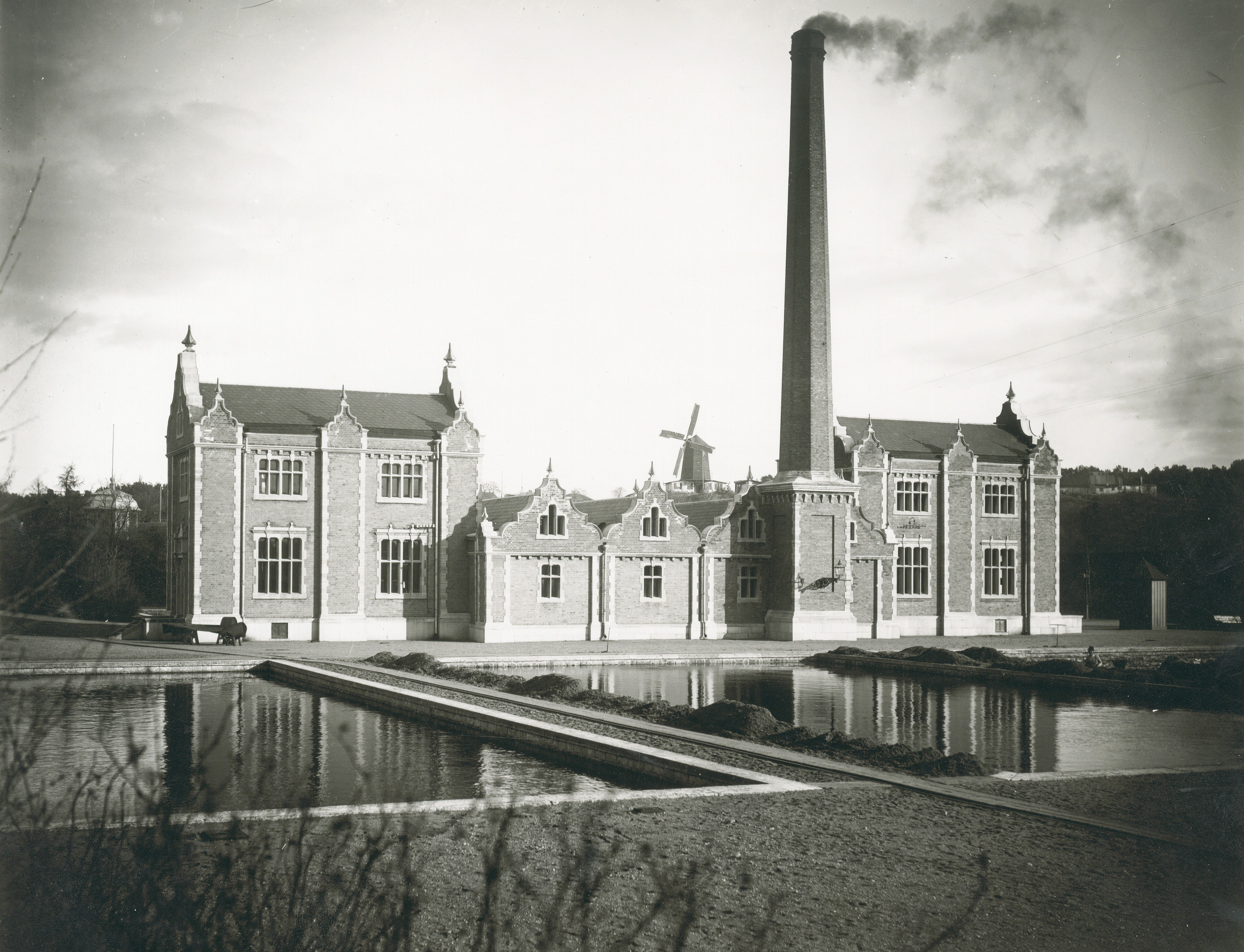
Skanstullsverkets pump- och maskinhus, 1890-tal (fullt utbyggt).

År 1853 presenterade vattenbyggaren Wilhelm Leijonancker ett förslag till vattenledningar i Stockholm och 1861 invigdes stadens första vattenverk, Skanstullsverket, vid Årstavikens östra del. För ändamålet inköpte staden egendomarna Sundsta / Grundsborg. De låg intill den numera försvunna Skansgraven som var en landbrygga mellan Årstaviken och Hammarby sjö. 
Skanstullsverkets vattenintag placerades i Årstavikens innersta del. Som reserv, om vattnet av någon anledning skulle bli otjänligt, fanns då Hammarby sjö som reservvattentäkt. I Årstalunden invigdes samtidigt Årstalundens reservoar som kompletterades 1876 av ytterligare en vattenreservoar. Båda revs i mitten på 1930-talet, när Södersjukhuset började anläggas på platsen.
När Skanstullsverkets första etapp stod färdig 1861 bestod det av en byggnad (södra del) för ångpanna och två ångdrivna pumpar med 70 hästkrafter vardera. Pannorna var tillverkade av Bergsunds mekaniska verkstad. Anläggningen eldades med kol som levererades med pråm till en mindre kolhamn. När pannorna och pumparna var igång bolmade svart rök ur den höga, sexkantiga fabriksskorstenen. Maskin- och ångpannehusen var uppförda i rohbau (rött oputsat murtegel) med fönster- och dörromfattningar samt hörnbeklädnader och listverk av Gotlandssandsten på sockel av Stockholmsgranit.
Sydost om maskinhuset fanns tre filterbassänger om tillsammans 1 574 m² yta. Till anläggningen hörde även en grundvattenbrunn, ett boningshus, råvattenintaget från Årstaviken bestående av två rör med 48 cm diameter, en vattenreservoar på Årstalunden, samt rörledningsnät på anläggningen och i staden som sträckte sig genom Södermalm, Gamla stan och Nedre Norrmalm. Anläggningskostnaden uppgick till 1 151 039 kronor och 56 öre inklusive en gratifikation om 10 000 riksdaler till överingenjören Wilhelm Leijonancker som hade ansvarat för bygget. I början av 1870 utökades Skanstullsverket så att det bestod av två sammanbyggda maskinhus med tre ångpumpar, sex filterbassänger och två grundvattenbrunnar.
På initiativ av Albert Lindhagen kopplades många av Stockholms fastigheter till detta nya vattenledningssystem. Den bättre hygienen gav direkt positiva resultat: åren 1861–1895 sjönk dödligheten i Stockholm med 50 procent (från 34 till 17 döda per tusen invånare), samtidigt som befolkningsökningen låg på 46 procent mellan 1880 och 1890.

## Eriksdalsverket

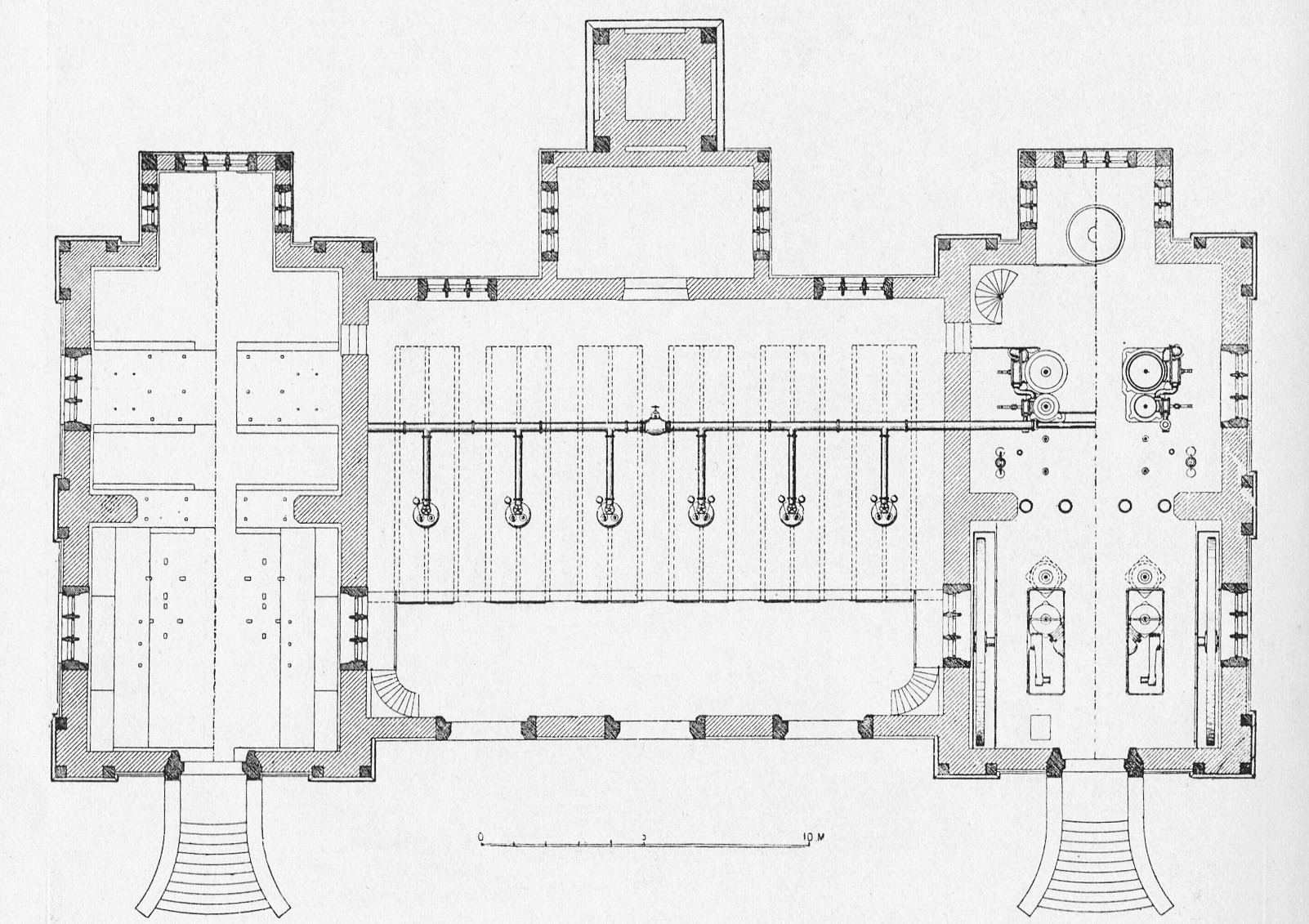
Eriksdalsverket planritning.

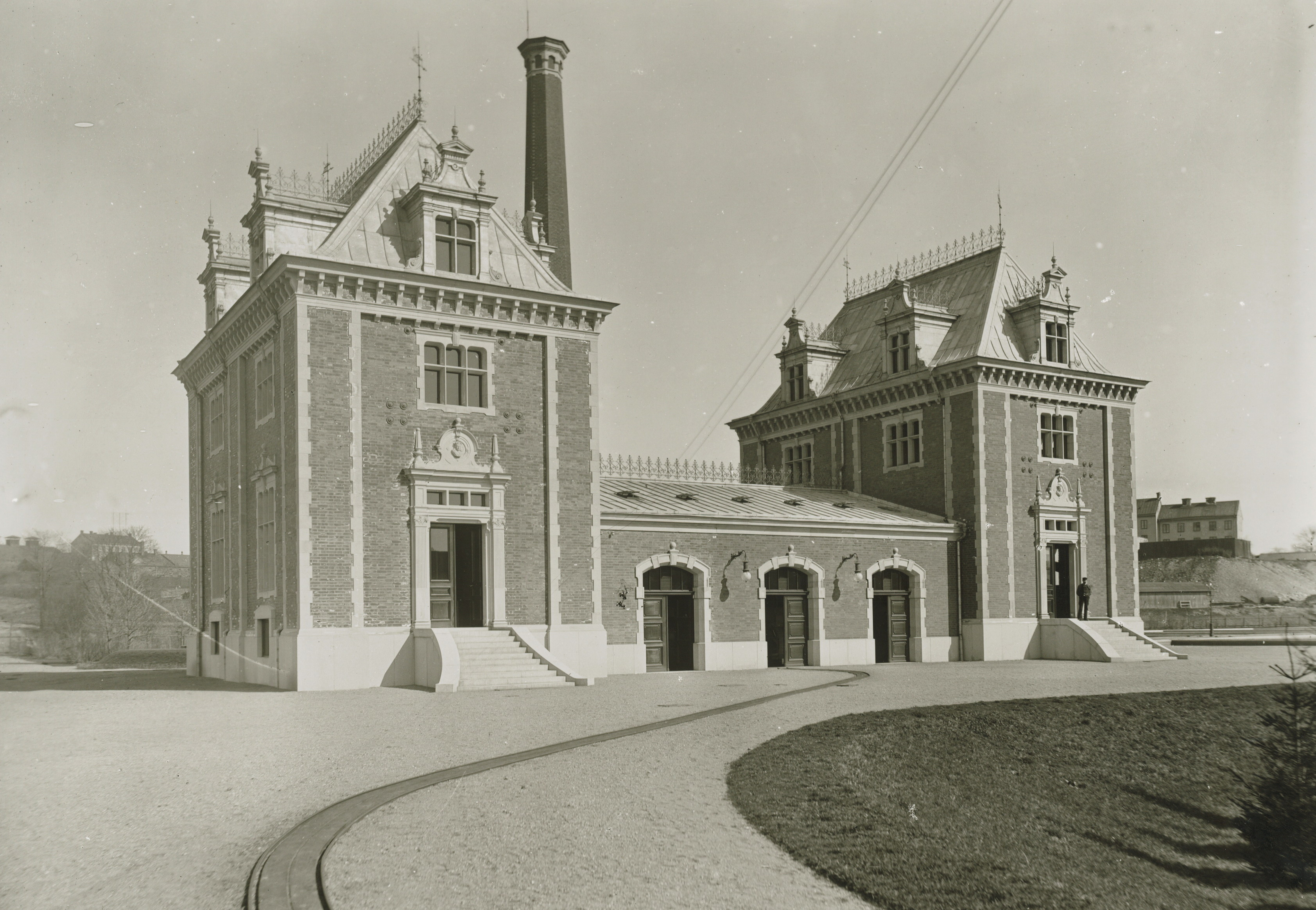
Eriksdalsverkets pump- och maskinhus.

Snart skulle Skanstullsverket inte räcka till för all vattenkonsumtion och intill (väster om) den gamla anläggningen byggdes därför Eriksdalsverket som uppfördes på egendomen Eriksdal och driftsattes 1884. Arbetena utfördes under ledning av ingenjören Otto Alrutz som 1871 efterträdde Wilhelm Leijonancker. 
Även här planerades redan från början för en framtida tillbyggnad genom en spegelvänd dubblering av maskin- och pumphuset. Byggnaden gestaltades exteriört ungefär lika Skanstullsverket. Norr om maskinhuset anlades en liten park. Eriksdalsverkets första etapp bestod bland annat av ett maskinhus och därmed sammanbyggt ångpannehus, ett pumpverk, två ångpannor, en pumpbrunn, fyra filterbassänger, kolbod och lossningsanordningar för kol. 
Redan två år efter invigningen var det dags för en första utökning av Eriksdalsverket med flera pumpar och pannor. Åren 1891 till 1892 skedde den sista tillbyggnaden och Eriksdalsverket fick sitt slutliga utseende med två maskinhus och mellanliggande ångpannehus. Totalt fanns nu åtta pumpar som tillsammans kunde pumpa ut 61 335 m³ vatten om dygnet i Stockholms vattenledningar. Det ansågs räcka väl med tanke på att vattenförbrukningen den ”synnerligen varma” sommaren 1896 uppgick till 42 280 m³ om dygnet. Det motsvarade cirka 160 liter vatten per person och dygn. År 2015 låg vattenförbrukningen i Stockholm på 289 liter per person och dygn i årssnitt.

## Vattenverkets vidare öden
Årstaverken var i bruk fram till 1920-talets början, det sista årtiondet endast som reserv. Årstavikens vatten dög inte längre som råvatten. År 1923 flyttade all verksamhet till Norsborgs vattenverk och Stockholms dricksvatten togs sedermera enbart från Bornsjön och Mälaren. Så är det fortfarande. 
De gamla långsamfilterbassängerna från Eriksdalsverket används sedan under några decennier som friluftsbad, tills Eriksdalsbadets nya utomhusbassänger stod klara år 1962. En byggnad som finns kvar idag från reningsverkens tid är en låg, röd tegelbyggnad vid Årstavikens strand, som ursprungligen var ett pumphus. Ytterligare två byggnader från vattenledningsverket är bevarade; nämligen dels en liten träbyggnad nere vid Årstaviken, dels en putsad stenbyggnad under Skanstullsbron, som fungerade som vattenledningsverkets kontor och där Stockholm Hamnentreprenad har ett kontor idag.

## Nutida bilder, kvarvarande byggnader

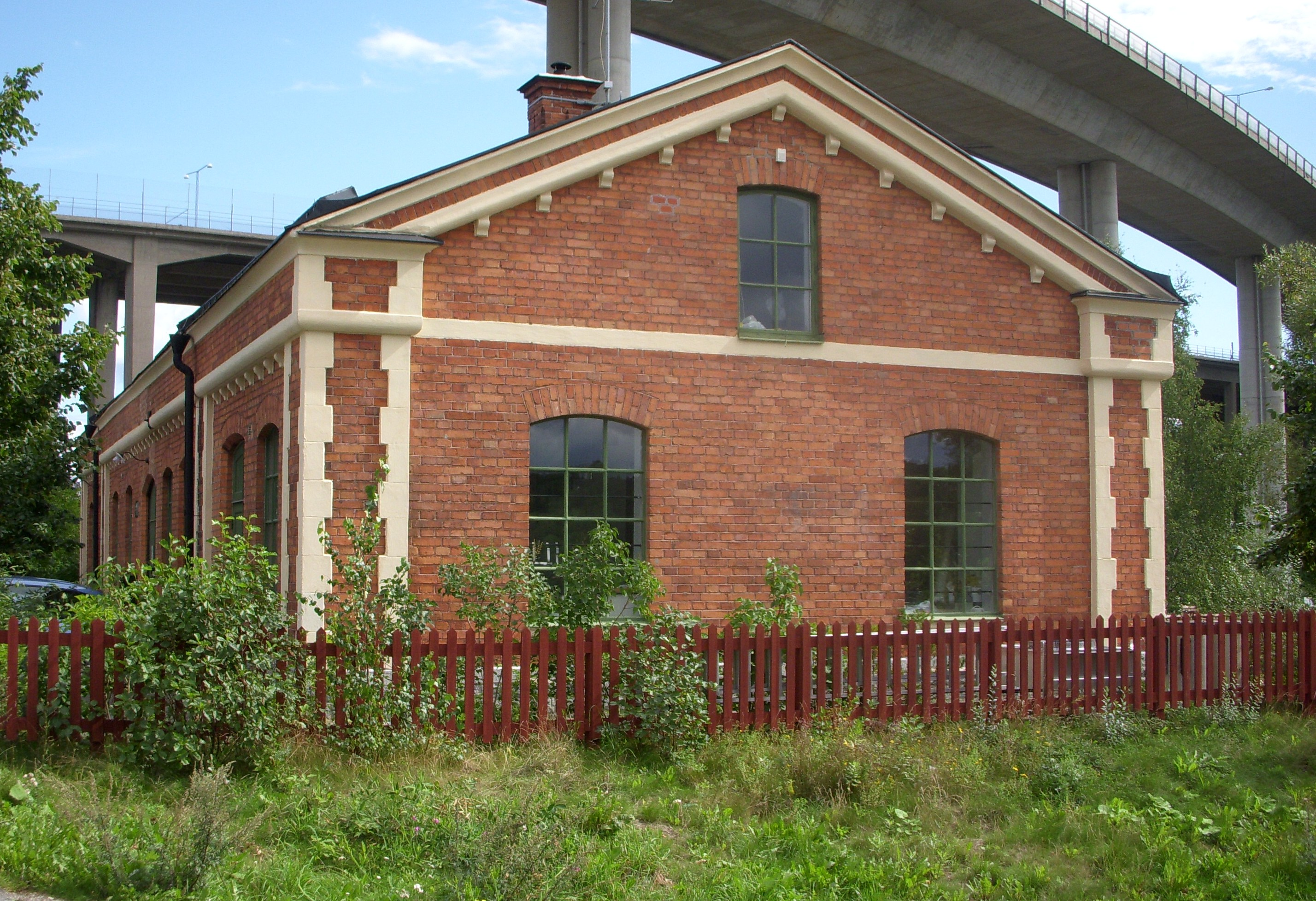
Gamla pumphuset vid Eriksdalsbadet
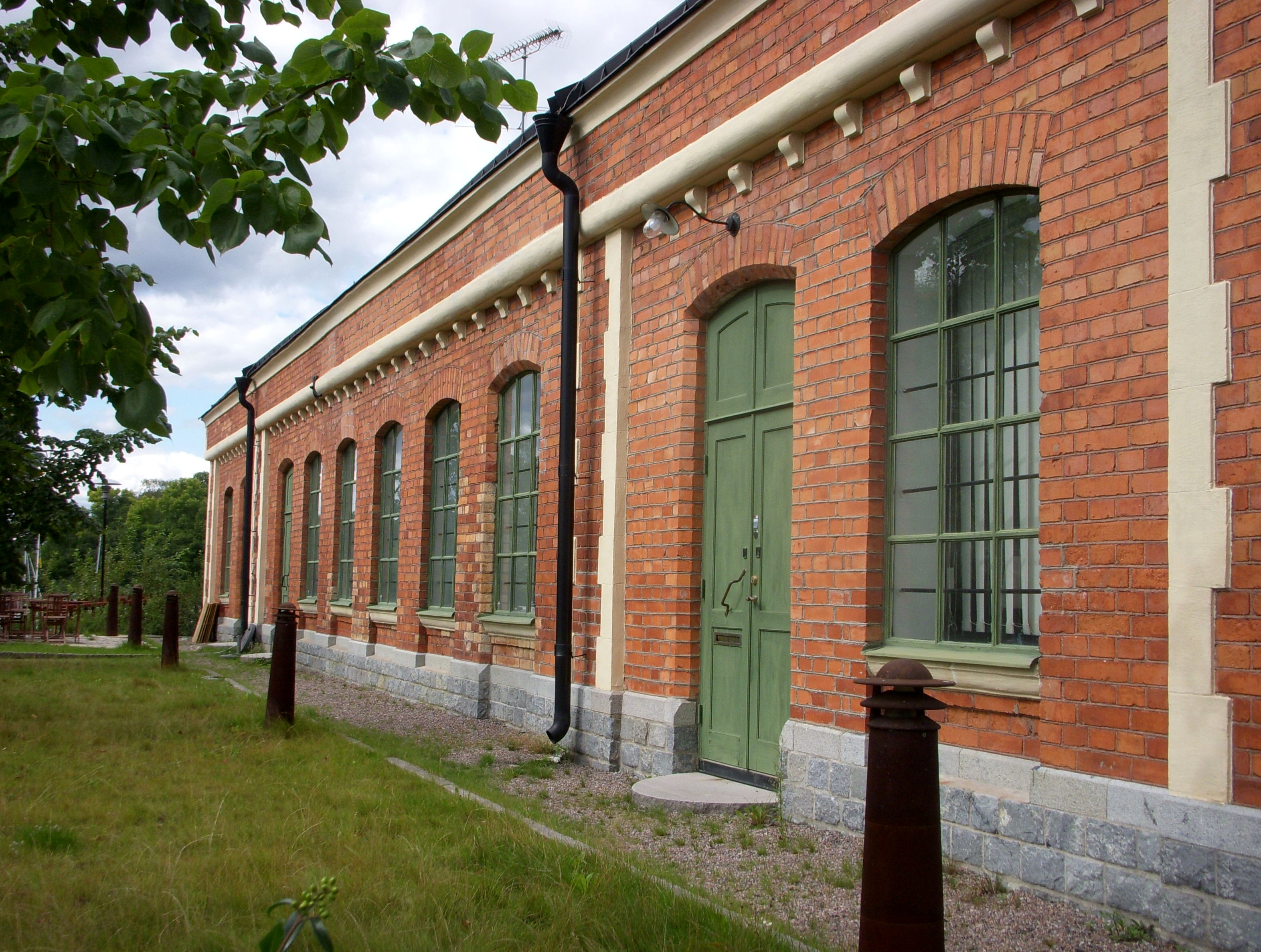
Gamla pumphuset
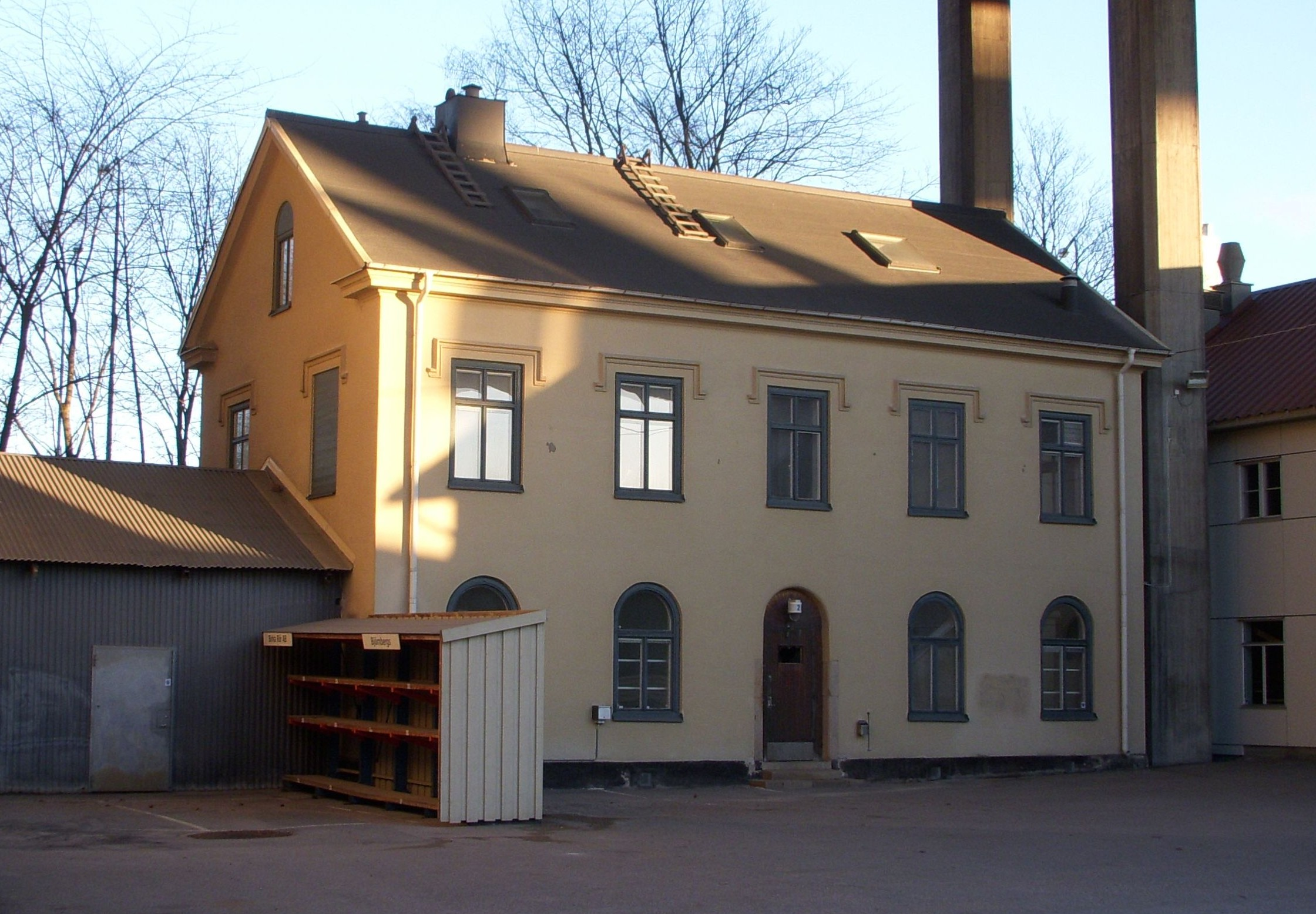
Verkets gamla kontorsbyggnad
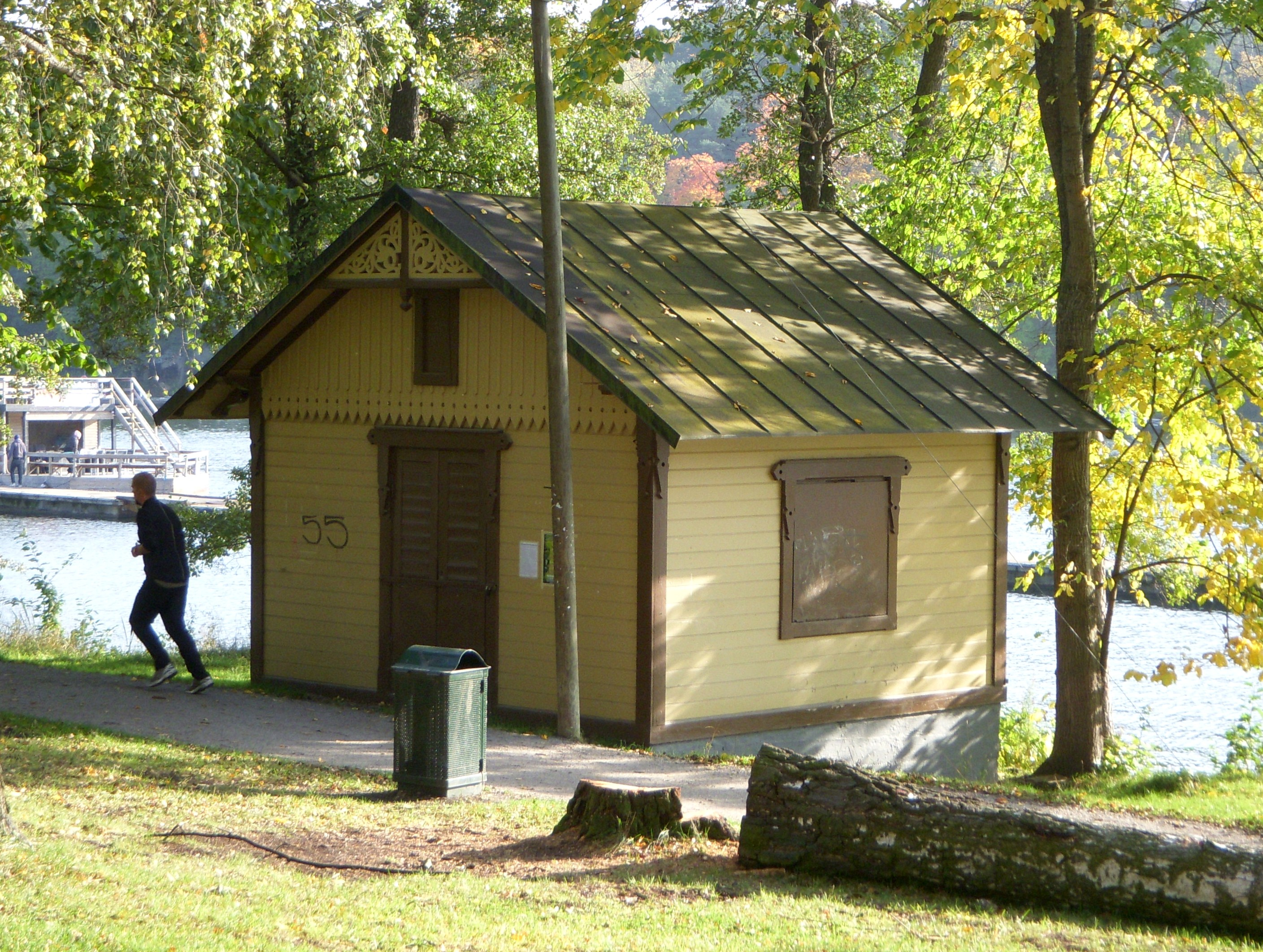
Träbyggnaden vid Årstaviken